# Psychoda zonata
Psychoda zonata är en tvåvingeart som beskrevs av Satchell 1950. Psychoda zonata ingår i släktet Psychoda och familjen fjärilsmyggor. Inga underarter finns listade i Catalogue of Life.